# Malta sob Ocupação Francesa
```
   |-
       |
Erro:
:  
valor não especificado para "
nome_comum
"

   |-
       | 
Erro:
:  
valor não especificado para "
continente
"
```

A Ocupação Francesa de Malta durou de 1798 a 1800. Foi estabelecido quando a Ordem de São João se rendeu a Napoleão Bonaparte após o desembarque francês em junho de 1798. Em Malta, os franceses estabeleceram uma tradição constitucional na história maltesa (como parte da República Francesa), concederam educação gratuita para todos, e teoricamente estabeleceram a liberdade de imprensa, embora apenas o jornal pró-francês Journal de Malte fosse realmente publicado durante a ocupação.
Os franceses aboliram a nobreza, a escravidão, o sistema feudal e a inquisição. A única lembrança arquitetônica remanescente da ocupação francesa é provavelmente a desfiguração da maioria dos brasões nas fachadas dos edifícios dos cavaleiros. Os malteses logo se rebelaram contra os franceses e levaram a guarnição francesa para Valeta e para as fortificações do Grande Porto, onde foram sitiados por mais de dois anos. Os franceses renderam Malta quando seus suprimentos de comida estavam prestes a acabar.

## Invasão
Em 19 de maio de 1798, uma frota francesa partiu de Toulon, escoltando uma força expedicionária de mais de 30.000 homens sob o comando do general Napoleão Bonaparte. A força estava destinada ao Egito, com Bonaparte buscando expandir a influência francesa na Ásia e forçar a Grã-Bretanha a fazer a paz nas Guerras Revolucionárias Francesas, que haviam começado em 1792. Navegando para sudeste, o comboio coletou transportes adicionais dos portos italianos e às 05h30 do dia 9 de junho chegou ao largo de Valeta. Nessa época, Malta e suas ilhas vizinhas eram governadas pela Ordem de São João, uma antiga e influente ordem feudal à qual Frederico Barbarossa, do Sacro Império Romano, havia prometido sua proteção. A Ordem foi enfraquecida pela perda da maior parte de sua receita durante a Revolução Francesa. No entanto, o grão-mestre Ferdinand von Hompesch zu Bolheim, recusou a exigência de Bonaparte de que todo o seu comboio tivesse permissão para entrar no Grand Harbour e receber suprimentos, insistindo que a neutralidade de Malta significava que apenas dois navios poderiam entrar por vez.

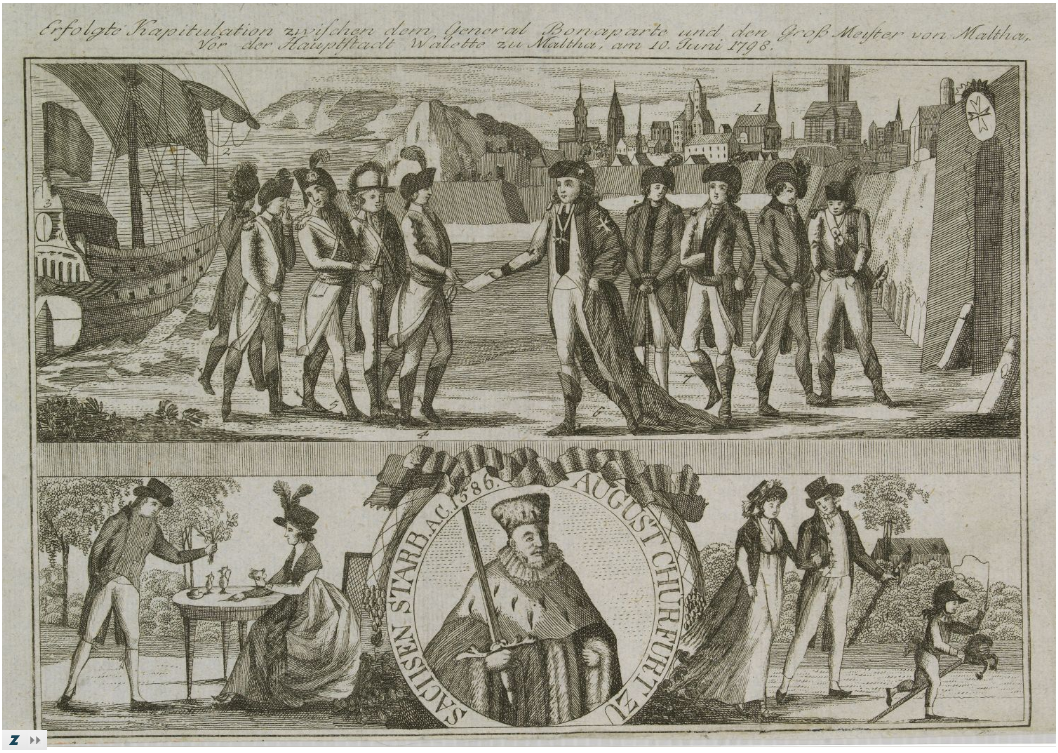
Rendição de Malta, 10 de junho de 1798.

Ao receber esta resposta, Bonaparte imediatamente ordenou que sua frota bombardeasse Valeta e, em 11 de junho, o general Louis Baraguey d'Hilliers dirigiu uma operação anfíbia na qual vários milhares de soldados desembarcaram em sete locais estratégicos ao redor da ilha. Muitos dos Cavaleiros Franceses desertaram da ordem (embora alguns tenham lutado bravamente por ela), e os Cavaleiros restantes falharam em montar uma resistência significativa. Aproximadamente 2.000 milícias maltesas nativas resistiram por 24 horas, recuando para Valeta assim que a cidade de Mdina caiu nas mãos do general Claude-Henri Belgrand de Vaubois. Embora Valletta fosse forte o suficiente para resistir a um longo cerco, Bonaparte negociou uma rendição com Hompesch, que concordou em entregar Malta e todos os seus recursos aos franceses em troca de propriedades e pensões na França para ele e seus cavaleiros. Bonaparte então estabeleceu uma guarnição francesa nas ilhas, deixando 4.000 homens sob o comando de Vaubois enquanto ele e o resto da força expedicionária navegaram para o leste para Alexandria em 19 de junho.

## Reformas

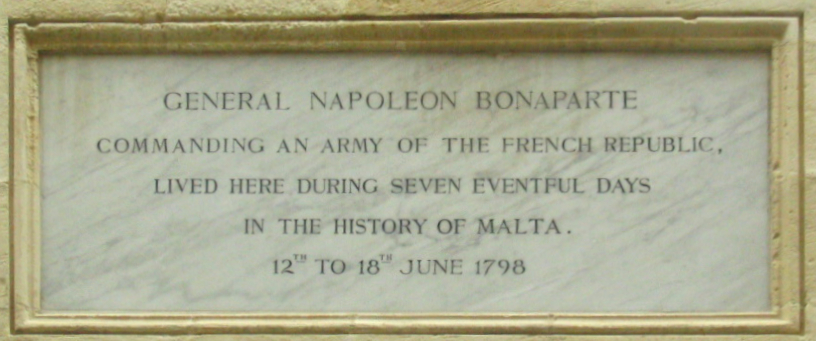
Placa no Palazzo Parisio referenciando a estada de Napoleão lá.

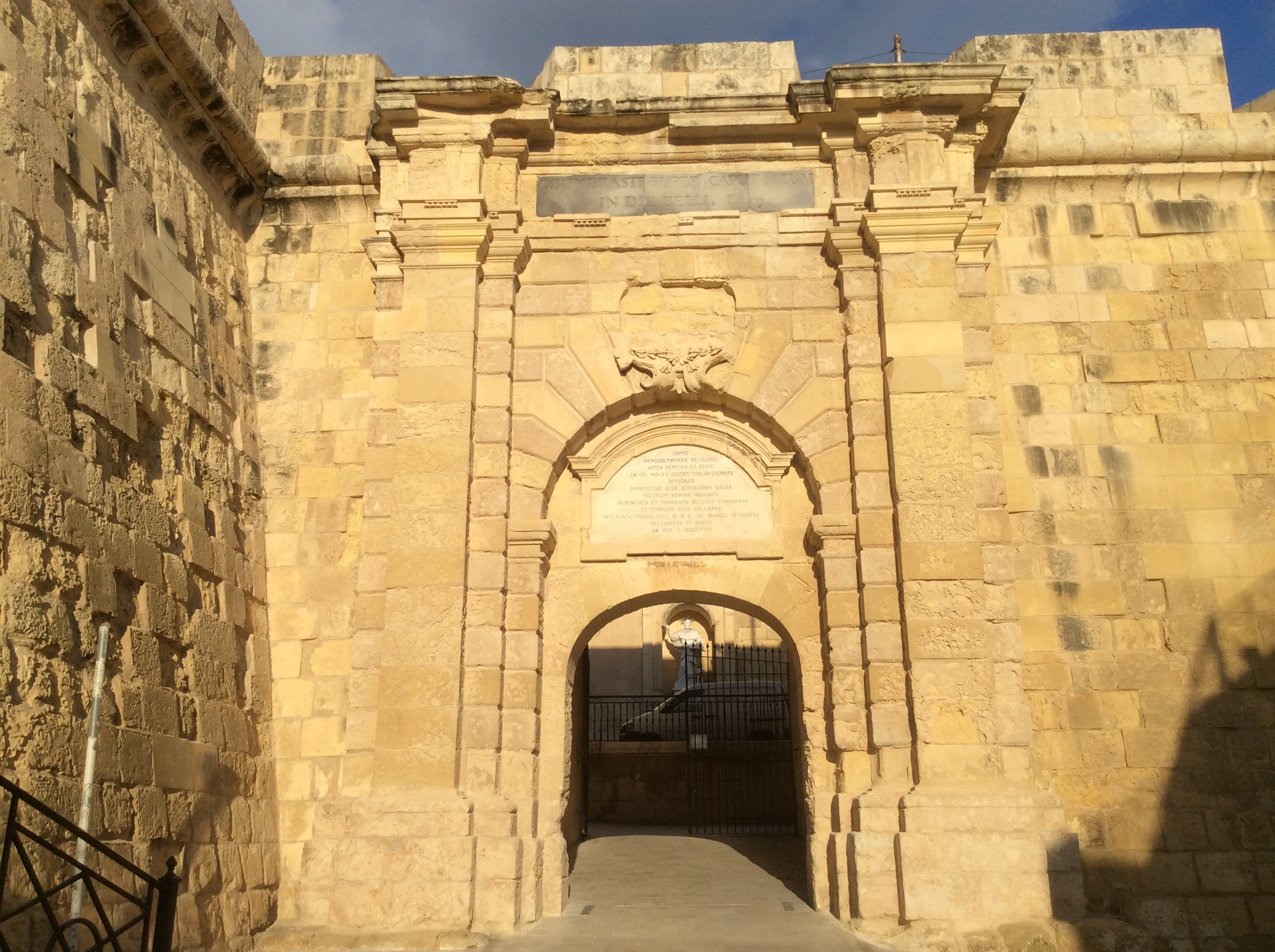
O Portão Principal de Birgu, que teve seus brasões desfigurados durante a ocupação francesa

Durante a curta estada de Napoleão em Malta, ele ficou no Palazzo Parisio em Valeta (atualmente usado como Ministério das Relações Exteriores). Ele implementou uma série de reformas baseadas nos princípios da Revolução Francesa. Essas reformas podem ser divididas em quatro categorias principais:

### Sociais
O povo de Malta tinha igualdade perante a lei e era considerado cidadão francês. A nobreza maltesa foi abolida e os escravos foram libertados. Napoleão decidiu estabelecer um governo governado por 5 malteses que governariam Malta. A liberdade de expressão e de imprensa foi concedida, embora o único jornal fosse o Journal de Malte, publicado pelo governo. Prisioneiros políticos, incluindo Mikiel Anton Vassalli e aqueles que participaram do Levante dos Sacerdotes, foram libertados, enquanto a população judaica recebeu permissão para construir uma sinagoga.

### Administrativas
Todas as propriedades da Ordem foram entregues ao governo francês. Uma Comissão de Governo foi criada para governar as ilhas, e era composta pelas seguintes pessoas: 
| Cargo                        | Titular                                                                 |
| ---------------------------- | ----------------------------------------------------------------------- |
| Commission de gouvernement   |                                                                         |
| Governador Militar           | Claude-Henri Belgrand de Vaubois                                        |
| Comissário                   | Michel-Louis-Étienne Regnaud                                            |
| Presidente da Comissão Civil | Jean de Boisredon de Ransijat                                           |
| Secretaria do Comissário     | Coretterie                                                              |
| Membro                       | Don Francesco Saverio Caruana (Cônego da Catedral de Mdina)             |
| Membro                       | Barão Jean-François Dorell (Jurado da Universidade)                     |
| Membro                       | Dr. Vincenzo Caruana (Secretário do Arcebispo e Presidente do Tribunal) |
| Membro                       | Cristoforo Frendo (Escrivão)                                            |
| Membro                       | Benedetto Schembri (Magistrado)                                         |
| Membro                       | Paolo Ciantar (Comerciante)                                             |
| Membro                       | Carlos Astor                                                            |
| Commission des domaines      |                                                                         |
| Membro                       | Martthieu Poussielgue                                                   |
| Membro                       | Jean-André Caruson                                                      |
| Membro                       | Robert Roussel                                                          |

Além disso, Malta foi dividida em cantões e municípios. Cada um era dirigido por um presidente, secretário e quatro membros: 
Uma Guarda Nacional também foi criada, com 900 homens.

### Educacionais
Escolas primárias deveriam ser criadas nas principais cidades e vilas, enquanto 60 alunos poderiam estudar na França. A Universidade de Malta seria renomeada como Polytecnique, e as disciplinas científicas seriam ensinadas lá. No entanto, nenhuma dessas reformas foi realmente implementada devido à curta duração do domínio francês.

### Relações Igreja-Estado
A extensa propriedade da igreja em Malta foi assumida pelo governo, e as ordens religiosas só foram autorizadas a manter um convento cada. A Inquisição também foi abolida e o último inquisidor foi expulso das ilhas.
Mais tarde, as tropas francesas começaram a saquear propriedades da igreja, e esta foi uma das principais razões para a revolta maltesa.

## Revolta Maltesa

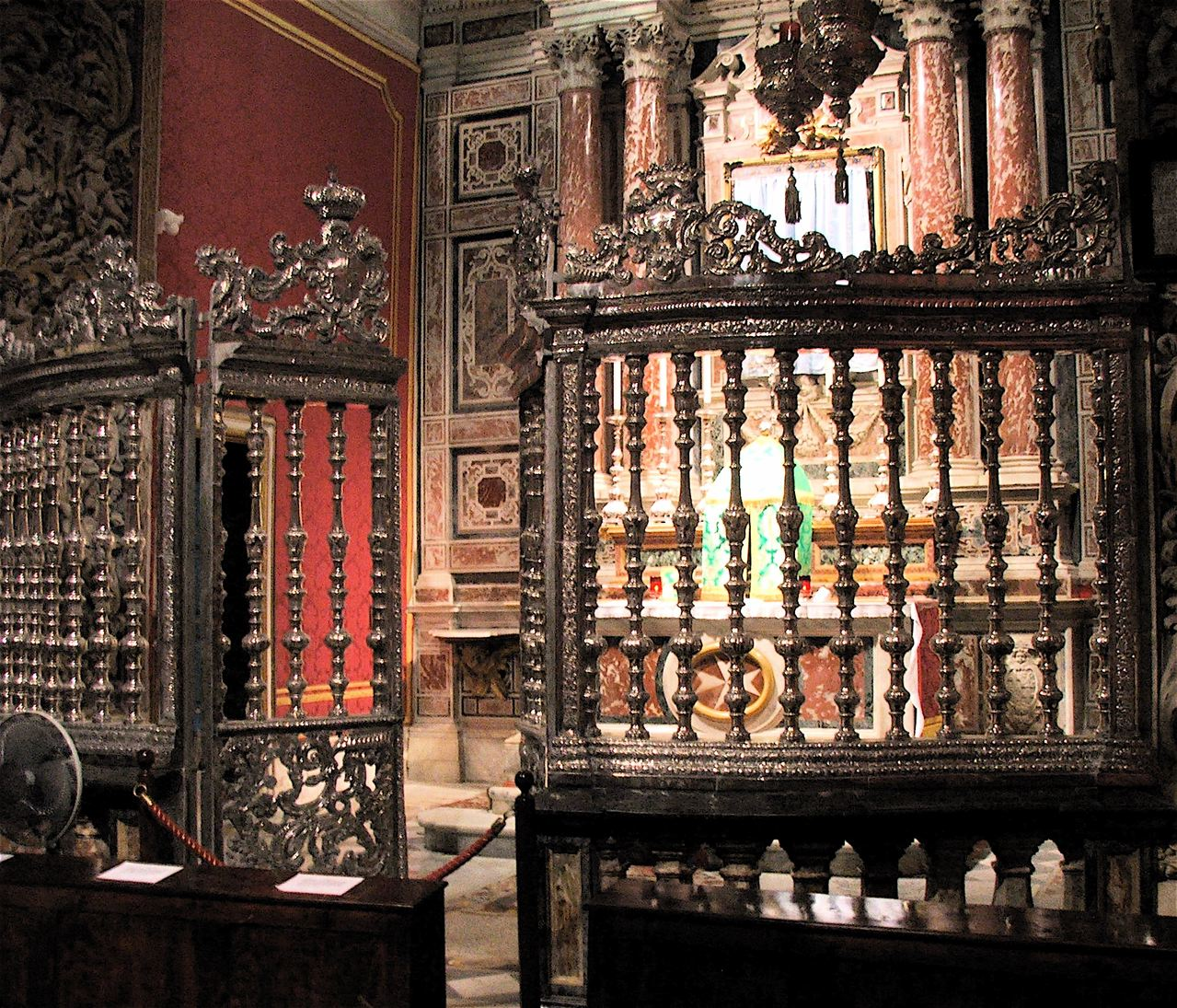
O portão de prata na Cocatedral de São João foi pintado de preto pelos malteses para que as tropas francesas não percebessem que era feito de prata e o derretessem em barras de ouro.

Os franceses desmantelaram rapidamente as instituições dos Cavaleiros de São João, incluindo a Igreja Católica Romana, e o povo maltês não gostou disso. Houve problemas econômicos e o governo francês não pagou mais salários ou pensões, e começou a tirar ouro e prata dos bancos e palácios da Ordem.
A propriedade da igreja foi saqueada e apreendida para pagar a expedição ao Egito, um ato que gerou considerável raiva entre a população profundamente religiosa de Malta. Em 2 de setembro, essa raiva explodiu em um levante popular durante um leilão de propriedades da igreja e, em poucos dias, milhares de malteses irregulares levaram a guarnição francesa a Valletta e à área do porto. Valletta estava cercada por aproximadamente 10.000 soldados malteses irregulares liderados por Emmanuele Vitale e o cônego Francesco Saverio Caruana, mas a fortaleza era muito forte para os irregulares atacarem. Os malteses construíram fortificações de cerco ao redor da área do porto para bombardear as posições francesas.
A ajuda da Grã-Bretanha chegou no final do ano e, em 1799, o capitão Alexander Ball foi nomeado Comissário Civil de Malta. A guarnição francesa em Valeta finalmente se rendeu aos britânicos em 5 de setembro de 1800 e foi levada para Toulon a bordo de navios britânicos, com Malta se tornando um protetorado britânico.

### Gozo
Em 28 de outubro de 1798, Ball concluiu com sucesso as negociações com a guarnição francesa na pequena ilha de Gozo, os 217 soldados franceses concordaram em se render sem lutar e transferir a ilha para os britânicos. Os britânicos transferiram a ilha para os habitantes locais naquele dia, e ela foi administrada pelo arcipreste Saverio Cassar em nome de Fernando I das Duas Sicílias. Gozo permaneceu independente até que Cassar foi removido do poder pelos britânicos em 1801.